# Origin-12
Origin-12はアメリカ合衆国のフォステック・アウトドア社が製造しているボックスマガジンタイプの12ゲージセミオート式散弾銃。このOrigin-12は、ミリタリー・ポリス・システム社のショットガンであるAA12の発射速度360発/分を上回る能力を持っているため、世界最速のセミオートショットガンと言われている。
サイガ12やヴェープル12モロトと同様AKシリーズタイプのガスピストン作動方式であり 、アメリカ国内にてロシア製のこれらの銃が2014年に禁輸されると、それらに代替される国産銃器として登場した。その他、レシーバーの大半にポリマーを使用したり、ガス調整システムを搭載したりといった改良が施されている。
9.75インチのバレルを有するSBVがオリジナルモデルだが、SBVはその銃身の短さ故に銃規制の対象となっており、18.5インチのロングバレルモデルが主に販売されている。 また、マガジンは5, 8, または10発のボックスマガジン、または20または30発のドラムマガジンが使用できる。

## 登場作品

### ゲーム
『7Days To Die』
オートショットガンとして登場。
『レインボーシックス シージ』
GROM隊員のELAが使用。
『コール オブ デューティ モダン・ウォーフェア』『コール オブ デューティ モバイル』
前者は「Origin-12」、後者は「Echo」として使用武器の一つとして登場。
『コール オブ デューティ モダン・ウォーフェアIII』
「HAYMAKER」として使用武器の一つとして登場。
『Fortnite』
ドラムショットガンとして登場

### 映画
『ターミネーター：ニュー・フェイト 』サラ・コナーが使っている